# Augustus Carney

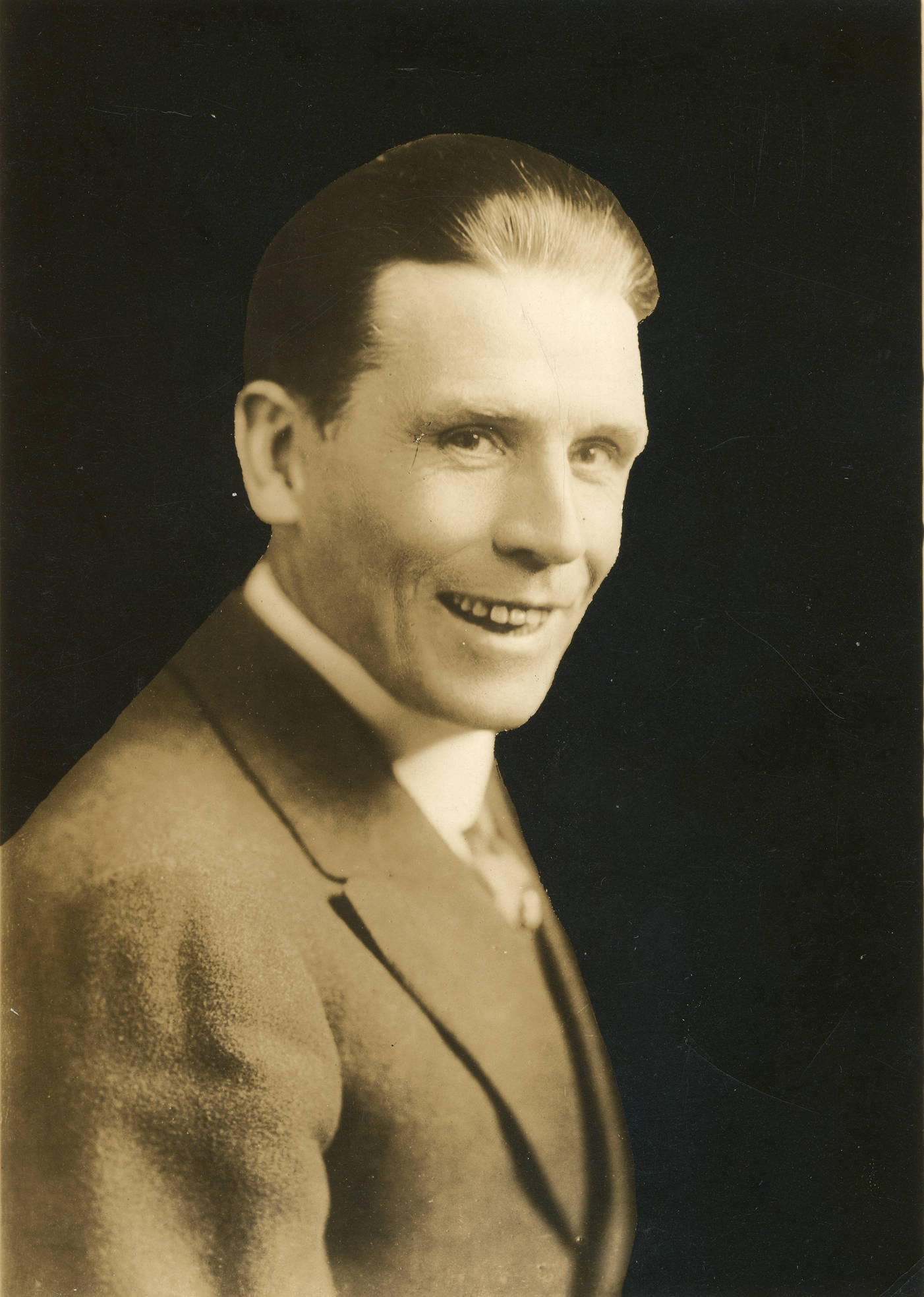
Augustus Carney (1913)

Augustus Carney (* 1870 in Irland; † 1920) war ein US-amerikanischer Schauspieler, bekannt für Komödien und Western von und mit Gilbert M. Anderson.

## Leben
Carney begann als Vaudeville-Künstler und arbeitete ab 1909 für Essanay, meist unter der Regie von Gilbert M. Anderson in Komödien und Western. Mit Victor Potel trat er von 1910 bis 1911 als Komiker-Paar Hank und Lank in neun Filmen auf.
Kurze, aber extrem große Beliebtheit errang er in den Snakeville-Westernkomödien in der Rolle als Alkali Ike. In 27 Filmen (1911 bis 1914), meist neben Harry Todd als Mustang Pete, Victor Potel als Slippery Slim, Fred Church als Rawhide Bill und seiner Frau Margaret Joslin als Sophie Clutts kämpfte er mit seinen Rivalen um die Gunst der Stadtschönheit. Der Erfolg war so groß, dass ab 1912 Alkali Ike-Puppen verkauft wurden. Carneys Werbename war The Gibraltar of Fun.
Carney forderte von nun an immer höhere Gagen, bis Essanay ihn schließlich hinauswarf. Er wechselte 1914 zu Universal Studios und drehte dort 15 Filme als Universal Ike (der Originalname Alkali Ike blieb Eigentum seines früheren Arbeitgebers), doch schon im Mai dieses Jahres wurde sein neuer Arbeitsvertrag wegen der Schwierigkeiten im Umgang mit dem Schauspieler vorzeitig aufgelöst. Der frühere Star spielte nur noch wenige Nebenrollen. Zum Zeitpunkt seines Todes war er fast vergessen.